# Лотман, Юрий Михайлович
Ю́рий Миха́йлович Ло́тман (28 февраля 1922, Петроград — 28 октября 1993, Тарту) — советский и российский литературовед, культуролог и семиотик, пушкинист. Доктор филологических наук (1962), профессор (1963). Член Эстонской академии наук (1990). Член-корреспондент Британской академии (1977).
Лауреат Литературной премии Эстонской ССР имени Юхана Смуула (1987). Ветеран Великой Отечественной войны.

## Биография
Родился в еврейской семье. Его отец — Михаил Львович Лотман (1882—1942), выпускник двух факультетов Петербургского университета: математического и юридического; впоследствии — юрисконсульт в различных издательствах. Мать — Сара Самуиловна (Александра Самойловна) Лотман (урождённая Нудельман, 1889—1963), портниха и швея, впоследствии зубной врач; три сестры — композитор Инна Михайловна Образцова (1915—1999), литературовед Лидия Михайловна Лотман (1917—2011) и врач Виктория Михайловна Лотман (1919—2003).
Жил в доме № 18 по Невскому проспекту. Учился в Петришуле с 1930 по 1939 год, когда поступил на филологический факультет Ленинградского университета. Свою первую курсовую работу писал у В. Я. Проппа. Среди его учителей также были Григорий Александрович Гуковский, Николай Иванович Мордовченко.
В октябре 1940 года со второго курса университета был призван на военную службу. Участник Великой Отечественной войны. Служил связистом в артиллерии. Гвардии сержант, командир отделения связи 1-й батареи 68-го гвардейского армейского пушечного артиллерийского полка, командир отделения связи управления 3-го дивизиона 38-й гвардейской армейской пушечной артиллерийской бригады. Был контужен, за боевые отличия награждён орденом Красной Звезды (22.03.1945), двумя орденами Отечественной войны II степени (17.05.1945, 06.04.1985), медалью «За отвагу» (05.10.1944), медалью «За боевые заслуги» (10.02.1944). Демобилизован в 1946 году. Член ВКП(б) с апреля 1943 года (партийный билет № 5406425).

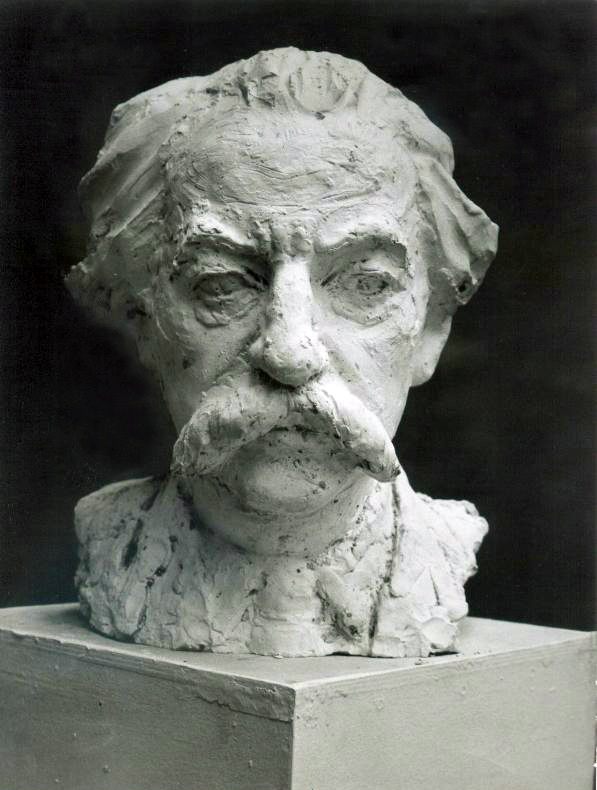
Скульптурный портрет Ю. М. Лотмана (1980) работы Льва Разумовского. Библиотека Тартуского университета

После окончания Ленинградского университета в 1950 году получил место старшего преподавателя Педагогического института в Тарту. В 1952 году защитил кандидатскую диссертацию «А. Н. Радищев в борьбе с общественно-политическими воззрениями и дворянской эстетикой Н. М. Карамзина». С 1954 года в Тартуском университете, в 1960—1977 годах — заведующий кафедрой русской литературы. Докторскую диссертацию «Пути развития русской литературы преддекабристского периода» защищал в Ленинградском университете в 1961 году (официальный оппонент — Г. П. Макогоненко), с 1963 года — профессор.
Лотман — один из первых разработчиков структурно-семиотического метода изучения литературы и культуры в советской науке, основоположник Тартуско-московской семиотической школы.
Член Норвежской академии наук (1987), академик Шведской королевской академии наук (1989).
В начале января 1970 года сотрудники КГБ провели в квартире Лотмана обыск по делу Натальи Горбаневской, с которой он был знаком, его допрашивали как свидетеля по делу Горбаневской. Поездки за рубеж ему были запрещены.
Только в 1975 году вышла его первая пушкиноведческая работа.
В конце 1980-х годов создал серию познавательных телевизионных передач «Беседы о русской культуре». Во время перестройки участвовал в политической жизни Эстонии. В октябре 1988 года был избран в совет уполномоченных Народного фронта Эстонии в секцию некоренных народов. Выступал за закон о национальном языке, против Интердвижения, общества «Память», сталинизма.

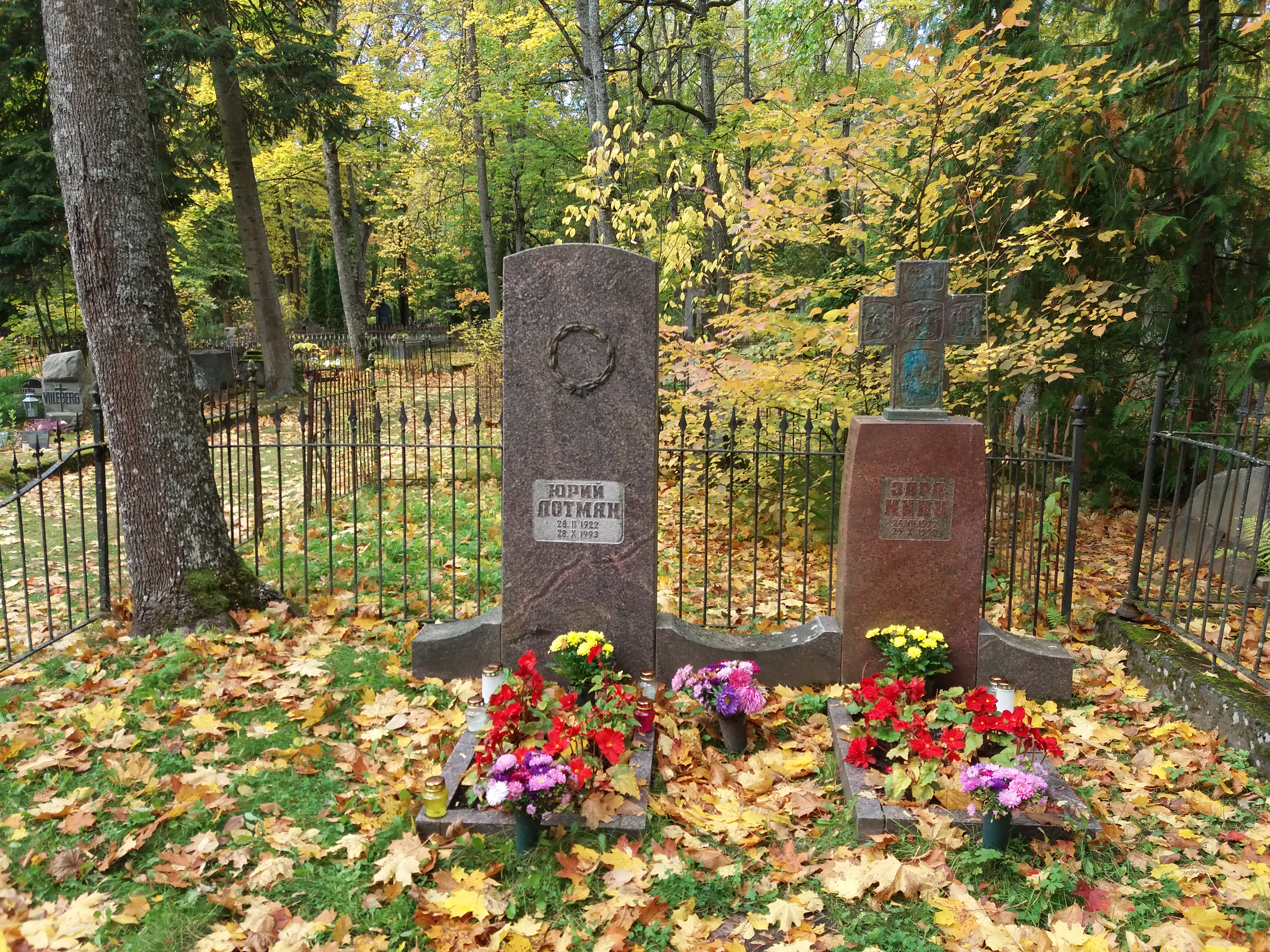
Могила Юрия Лотмана на кладбище Раади

В 1993 году Юрий Лотман стал лауреатом академической премии им. А. С. Пушкина с формулировкой: за работы: «Александр Сергеевич Пушкин. Биография писателя» и «Роман А. С. Пушкина „Евгений Онегин“. Комментарий». 28 октября того же года умер в Тарту и был похоронен на кладбище Раади.
По мнению его ученицы и секретаря Татьяны Кузовкиной, для него наиболее значимыми были работы последних лет — монографии «Культура и взрыв» и «Непредсказуемые механизмы культуры».

## Научные взгляды
В центре внимания Лотмана находятся вопросы культуры и искусства, которые он рассматривает как «вторичные моделирующие системы». Первичной моделирующей системой при этом оказывается язык. Помимо статичных систем существуют динамичные действия. Например, язык — это система, а коммуникация — это действие. Основным действием культуры и искусства является борьба с энтропией и хранение информации, а также коммуникация между людьми. Искусство при этом является составной частью культуры наряду с наукой.
Лотман разрабатывает семиотику как науку о знаковых системах. Упорядоченной знаковой системой для передачи информации оказывается язык, который не сводится к своей звуковой или графической форме. Знаки являются «материально выраженными заменами предметов, явлений, понятий в процессе обмена информацией в коллективе». «Константное отношение» знака к заменяемому объекту Лотман именует семантикой. Знаки Лотман делит на «условные» (красный свет светофора, слово) и «изобразительные или иконические» (рисунок, дорожный знак). Однако знаки существуют не сами по себе, а в системе других таких же знаков. Те же рисунки обладают большей понятностью и не требуют специальной дешифровки лишь в границах определённого «культурного ареала».
Немаловажное значение в философии Лотмана занимает информация, которую он уравнивает со значением. Информация не просто знание, но знание в процессе перехода от незнания. Поэтому трюизм и банальность неинформативны. Вместе с тем задача искусства заключается в наделении объекта значением, то есть в создании информации.
Разбирая проблемы «киноэстетики» (философии кино), Лотман отмечает, что в кино снято противоречие между иконическими и условными знаками, а значит — между словесным и изобразительным искусством. Кино претендует на предельную достоверность, ибо оно производно от движущихся фотографий, которые призваны были максимально точно запечатлевать (документировать) реальность. Единицей дискретного «кинопространства» и «киновремени» для Лотмана является кадр.
Имел пессимистические взгляды на исторический процесс: считал, что победа декабристов в 1825 году привела бы к борьбе за власть между северным и южным обществом, «цензуре похлеще Николаевской» и приходу к власти Нечаева, которого учёный приравнивал по жестокости к Сталину.

## Семья
В марте 1951 года женился на Заре Григорьевне Минц (1927—1990) — литературоведе, специалисте по изучению творчества А. А. Блока и русского символизма, профессоре Тартуского университета.
Сыновья:
- Лотман, Михаил Юрьевич (род. в 1952), профессор семиотики и литературоведения Таллинского университета, член Рийгикогу (Эстонский парламент) в 2003—2007 годах, председатель городского собрания Тарту в 2011—2013;
- Лотман, Григорий Юрьевич (род. в 1953), художник;
- Лотман, Алексей Юрьевич (род. в 1960), биолог, член Рийгикогу (Эстонский парламент) в 2007—2011.

## Основные работы
- Лекции по структуральной поэтике (1964)
- Статьи по типологии культуры: Материалы к курсу теории литературы. Вып. 1 (1970)
- Структура художественного текста (1970)
- Анализ поэтического текста. Структура стиха (1972)
- Статьи по типологии культуры: Материалы к курсу теории литературы. Вып. 2 (1973)
- Семиотика кино и проблемы киноэстетики (1973)
- Роман А. С. Пушкина «Евгений Онегин»: комментарий (1980, 2-е изд. 1983)
- Александр Сергеевич Пушкин: биография писателя (1981)
- Сотворение Карамзина (1987)
- В школе поэтического слова: Пушкин, Лермонтов, Гоголь (1988)
- Внутри мыслящих миров (1990)
- Культура и взрыв (1992)
- Беседы о русской культуре. Быт и традиции русского дворянства (XVIII — начало XIX века)[16]. (1993)
- Диалог с экраном (1994; совместно с Ю. Цивьяном)

### Статьи и исследования по русской литературе
- «Пиковая дама» и тема карт и карточной игры в русской литературе начала XIX века
- Образы природных стихий в русской литературе (Пушкин — Достоевский — Блок)
- Русская литература послепетровской эпохи и христианская традиция.
- Об «Оде, выбранной из Иова» Ломоносова
- Радищев — поэт-переводчик
- Поэзия 1790—1810-х годов
- Стихотворение Андрея Тургенева «К отечеству» и его речь в Дружеском литературном обществе
- А. Ф. Мерзляков как поэт
- Сатира Воейкова «Дом сумасшедших»
- «Сады» Делиля в переводе Воейкова и их место в русской литературе
- Кто был автором стихотворения «На смерть К. П. Чернова»
- Аутсайдер пушкинской эпохи
- Неизвестный текст стихотворения А. И. Полежаева «Гений»
- Поэтическая декларация Лермонтова («Журналист, читатель и писатель»)
- Лермонтов. Две реминисценции из «Гамлета»
- Из комментария к поэме «Мцыри»
- О стихотворении М. Ю. Лермонтова «Парус» (1990) (совместно с З. Г. Минц)
- Заметки по поэтике Тютчева
- Поэтический мир Тютчева
- Тютчев и Данте. К постановке проблемы
- «Человек природы» в русской литературе XIX века и «цыганская тема» у Блока (1964) (совместно с З. Г. Минц)
- Блок и народная культура города
- О глубинных элементах художественного замысла (К дешифровке одного непонятного места из воспоминаний о Блоке)
- В точке поворота
- Поэтическое косноязычие Андрея Белого
- Стихотворения раннего Пастернака. Некоторые вопросы структурного изучения текста
- Анализ стихотворения Б. Пастернака «Заместительница»
- «Дрозды» Б. Пастернака
- Между вещью и пустотой (Из наблюдений над поэтикой сборника Иосифа Бродского «Урания») (1990) (совместно с М. Ю. Лотманом)
- Пути развития русской прозы 1800—1810-х гг.
- Клио на распутье (1988)
- Андрей Сергеевич Кайсаров и литературно-общественная борьба его времени (1958)
- «Слово о полку Игореве» и литературная традиция XVIII — начала XIX в.
- О слове «папорзи» в «Слове о полку Игореве»
- Об оппозиции «честь» — «слава» в светских текстах киевского периода
- Ещё раз о понятиях «слава» и «честь» в текстах киевского периода
- «Звонячи в прадѣднюю славу»
- О понятии географического пространства в русских средневековых текстах
- Литература в контексте русской культуры XVIII века:
  1. Роль и место литературы в сознании эпохи.
  2. О жизни, которая не умещалась в литературу, и литературе, которая становилась жизнью.
  3. Литература и читатель: жизнь по книге.
  4. Классицизм: термин и (или) реальность.
  5. Жизнь текста в пространстве между кистью художника и зрением аудитории.
- «Езда в остров любви» Тредиаковского и функция переводной литературы в русской культуре первой половины XVIII века
- Пути развития русской просветительской прозы XVIII века
- Архаисты-просветители
- Отражение этики и тактики революционной борьбы в русской литературе конца XVIII века:
  1. Спор о бессмертии души и вопросы революционной тактики в творчестве Радищева.
  2. Радищев и проблема революционной власти.
  3. Политическое мышление Радищева и опыт Французской революции.
- Из комментариев к «Путешествию из Петербурга в Москву»
- Неизвестный читатель XVIII века о «Путешествии из Петербурга в Москву»
- В толпе родственников (О книге Георгия Шторма «Потаённый Радищев. Вторая жизнь „Путешествия из Петербурга в Москву“»)
- «Сочувственник» А. Н. Радищева А. М. Кутузов и его письма к И. П. Тургеневу
- Идея исторического развития в русской культуре конца XVIII — начала XIX столетия
- Проблема народности и пути развития литературы преддекабристского периода
- Писатель, критик и переводчик Я. А. Галинковский
- Матвей Александрович Дмитриев-Мамонов — поэт, публицист и общественный деятель
- П. А. Вяземский и движение декабристов
- «Два слова постороннего» — неизвестная статья П. А. Вяземского
- Основные этапы развития русского реализма (1960) (совместно с Б. Ф. Егоровым и З. Г. Минц)
- Истоки «толстовского направления» в русской литературе 1830-х годов
- О русской литературе классического периода (Вводные замечания)
- «Фаталист» и проблема Востока и Запада в творчестве Лермонтова
- Художественное пространство в прозе Гоголя
- О Хлестакове
- Городничий о просвещении
- О «реализме» Гоголя
- Сюжетное пространство русского романа XIX столетия
- Два устных рассказа Бунина (К проблеме «Бунин и Достоевский»)
- «Человек, каких много» и «исключительная личность» (К типологии русского реализма первой половины XIX в.)
- Дом в «Мастере и Маргарите»

Александр Сергеевич Пушкин
- Пушкин. Очерк творчества.
- Идейная структура «Капитанской дочки»
- К структуре диалогического текста в поэмах Пушкина (Проблема авторских примечаний к тексту)
- Идейная структура поэмы Пушкина «Анджело»
- Посвящение «Полтавы» (Адресат, текст, функция)
- Пушкин и Повесть о капитане Копейкине (К истории замысла и композиции «Мёртвых душ»)
- Опыт реконструкции пушкинского сюжета об Иисусе
- Замысел стихотворения о последнем дне Помпеи
- Из размышлений над творческой эволюцией Пушкина (1830 год)
- Из истории полемики вокруг седьмой главы «Евгения Онегина» (1963)
- О композиционной функции «десятой главы» «Евгения Онегина» (1987)
- Источники сведений Пушкина о Радищеве (1819—1822)
- Пушкин и М. А. Дмитриев-Мамонов
- Две «Осени»

Николай Михайлович Карамзин
- Эволюция мировоззрения Карамзина (1789—1803)
- Поэзия Карамзина
- Черты реальной политики в позиции Карамзина 1790-х гг. (К генезису исторической концепции Карамзина)
- «Письма русского путешественника» Карамзина и их место в развитии русской культуры (1984) (совместно с Б. А. Успенским)
- Колумб русской истории
- «О древней и новой России в её политическом и гражданском отношениях» Карамзина — памятник русской публицистики начала XIX века
- Политическое мышление Радищева и Карамзина и опыт Французской революции

### Статьи и исследования по теории литературы
- Литературоведение должно быть наукой (1967)
- О типологическом изучении литературы (1969)
- О содержании и структуре понятия «художественная литература» (1973)
- Замечания о структуре повествовательного текста (1973)
- Каноническое искусство как информационный парадокс (1973)
- К функции устной речи в культурном быту пушкинской эпохи (1979)
- Литературная биография в историко-культурном контексте (К типологическому соотношению текста и личности автора) (1986)
- Массовая литература как историко-культурная проблема (1991)

## Переводы
- Jurij Lotman. Kultūros semiotika: straipsnių rinktinė / sudarė Arūnas Sverdiolas; iš rusų kalbos vertė Donata Mitaitė. Vilnius: Baltos lankos, [2004] (Vilniaus spauda). XV, 366, [1] p. (Atviros Lietuvos knyga: ALK, ISSN 13921673). Tir. 2000 egz. ISBN 9955-00-091-0.
- «Aleksandr Sergejevitš Puškin» (monograafia). Tõlkinud Piret Lotman. Eesti Raamat, Tallinn 1986; 2., täiendatud trükk: Varrak, Tallinn 2003, 332 lk; ISBN 9985307569; 3. trükk: Varrak 2006, 332 lk; ISBN 9985312767
- «Kultuurisemiootika: tekst — kirjandus — kultuur». Tõlkinud Pärt Lias, Inta Soms, Rein Veidemann. Olion, Tallinn 1991, 422 lk; ISBN 5-450-00480-X; 2. trükk: Olion 2006, 360 lk; ISBN 9789985664841
- «Semiosfäärist». Koostanud ja tõlkinud Kajar Pruul. Järelsõna «Semiootika piiril»: Peeter Torop. Sari Avatud Eesti Raamat, Vagabund, Tallinn 1999, 416 lk; ISBN 9985835379
- «Kultuur ja plahvatus». Tõlkinud Piret Lotman. Järelsõna: Mihhail Lotman. Varrak, Tallinn 2001, 232 lk; ISBN 9985304780; 2. trükk: Varrak 2005, 232 lk; ISBN 998531008X
- «Vestlusi vene kultuurist: Vene aadli argielu ja traditsioonid 18. sajandil ja 19. sajandi algul» I—II. Tõlkinud Kajar Pruul. 1. köide: Tänapäev, Tallinn 2003, 368 lk; ISBN 9985621239; 2., parandatud trükk 2006, 368 lk; ISBN 9985621239. 2. köide: Tänapäev, Tallinn 2006, 288 lk; ISBN 9985621239
- «Filmisemiootika». Tõlkinud Elen Lotman. Varrak, Tallinn 2004, 172 lk; ISBN 9985308352
- «Kunstilise teksti struktuur». Tõlkinud Pärt Lias, järelsõna: Peeter Torop. Sari Avatud Eesti Raamat, Tänapäev, Tallinn 2006, 574 lk; ISBN 9985623916
- «Valik kirju». Koostanud ja järelsõna: Marek Tamm. Tõlkinud Jüri Ojamaa ja Maiga Varik. Loomingu Raamatukogu 2007, nr 8/9, 104 lk; ISBN 9789949428076
- «Hirm ja segadus. Esseid kultuurisemiootikast». Koostanud Mihhail Lotman, tõlkinud Kajar Pruul. Varrak, Tallinn 2007, 167 lk; ISBN 9789985314340
- «Kultuuritüpoloogiast». Tõlkinud Kaidi Tamm, Tanel Pern, Silvi Salupere; toimetanud Silvi Salupere. Sari Avatud Eesti Raamat, Издательство Тартуского университета, Tartu 2011, 184 lk; ISBN 9789949195480

## Память

Памятник Ю. М. Лотману перед зданием библиотеки Тартуского университета

- Вошёл в составленный в 1999 году по результатам письменного и онлайн-голосования список 100 великих деятелей Эстонии XX века[17].
- 6 октября 2007 года перед зданием библиотеки Тартуского университета был открыт памятник Ю. М. Лотману. Скульптор Мати Кармин, архитектор Андрес Лунге[18][19].
- 28 февраля 2009 года в Тарту была открыта мемориальная доска на доме № 7 по Лаулупео пуйестее[эст.] (бульвар Праздника песни) — ранее улица Виктора Кингисеппа, 53 — где Ю. М. Лотман провёл последние годы жизни[20].
- В 2016 году вышли мемуары Ф. С. Сонкиной «Юрий Лотман в моей жизни. Воспоминания. Дневники. Письма»[21][22].
- В 2022 году АО «Марка» была выпущена почтовая карточка с литерой «В», посвящённая 100-летию со дня рождения Ю. М. Лотмана[23].

## Документальные фильмы
- 2012 год: К 90-летию со дня рождения Ю. М. Лотмана снят документальный фильм «Пространство Юрия Лотмана» (телеканал «Культура», реж. Генрих Зданевич)
- 2013 год: «Счастливые единомышленники. Юрий Лотман и Зара Минц» (документальный фильм в цикле «Больше, чем любовь» телеканала «Культура», авт. сцен. и реж. Алёна Суржикова)

### Работы Ю. М. Лотмана в Сети
- Заметки по поэтике Тютчева
- Анализ стихотворения Ф. И. Тютчева «Два голоса»
- Звонячи в прадеднюю славу
- Куклы в системе культуры
- «Пиковая дама» и тема карт и карточной игры в русской литературе начала XIX века
- Беседы о русской культуре